# Purbahayu
Purbahayu is een bestuurslaag in het regentschap Ciamis van de provincie West-Java, Indonesië. Purbahayu telt 3503 inwoners (volkstelling 2010).